# Friedel Rausch
Friedel Rausch (* 27. Februar 1940 in Duisburg; † 18. November 2017 in Horw, Kanton Luzern, Schweiz) war ein deutscher Fußballspieler und -trainer.

## Karriere als Spieler
Von 1957 bis 1962 spielte Rausch beim Oberligisten Meidericher SV, bevor er zur Saison 1962/63 zum Ligakonkurrenten FC Schalke 04 wechselte, das im Jahr darauf zu den Gründungsmitgliedern der Bundesliga zählte. Nachdem Schalke im ersten Jahr noch einen Mittelfeldplatz erreicht hatte, konnte es in den folgenden Spielzeiten jeweils nur knapp dem Abstieg entgehen. Einer der wenigen Lichtblicke in diesem Zeitraum war der Gewinn des Coppa delle Alpi im Jahr 1968.
Mit der Saison 1968/69 verbesserte sich das Abschneiden von Schalke merklich: Während die Mannschaft in der Liga sich im sicheren Mittelfeld platzieren konnte, gelang im DFB-Pokal der Einzug ins Finale, wo man letztlich dem FC Bayern München mit 1:2 unterlag. Da die Bayern aber gleichzeitig auch Meister wurden, durfte Schalke im Europapokal der Pokalsieger antreten. Dort konnten die „Knappen“ erst im Halbfinale von Manchester City gestoppt werden.
Nach der Saison 1970/71 beendete Rausch seine aktive Karriere als Fußballer. Sein letztes Spiel hatte er zuvor am 32. Spieltag gegen den späteren Absteiger Kickers Offenbach bestritten.

## Karriere als Trainer
Nach dem Ende seiner Spielerlaufbahn wurde er Trainer bei Schalke 04, zunächst in Jugendmannschaften und dann als Assistent von Max Merkel. Im März 1976 wurde er Cheftrainer der Mannschaft und erreichte mit ihr in der Saison 1976/77 auf Anhieb die Vizemeisterschaft. Nach seiner Entlassung bei Schalke 04 im Dezember 1977 blieb er ohne Anstellung, bis er im Januar 1979 von Eintracht Frankfurt als neuer Cheftrainer verpflichtet wurde. Unter Rausch gewann die Eintracht in der Saison 1979/80 im Finale gegen Borussia Mönchengladbach den UEFA-Pokal.
Zur Saison 1980/81 wechselte Rausch in die Türkei zu Fenerbahçe Istanbul, wo er nach knapp zwei Jahren seinen Posten wieder räumte, um 1982 in die Niederlande zum MVV Maastricht zu gehen. Dieses Intermezzo dauerte nur ein Jahr und damit genau so lang wie seine anschließende Tätigkeit von 1983 bis 1984 beim griechischen Verein Iraklis Thessaloniki.
Deutlich erfolgreicher als bei anderen ausländischen Vereinen war seine Zeit beim FC Luzern, wo er seit 1985 die Position des Cheftrainers innehatte. Mit Luzern gewann er die Schweizer Fussballmeisterschaft 1988/89 und 1992 den Schweizer Cup. Nachdem er in der Saison 1992/93 als Cheftrainer des Zweitligisten FC Basel den Aufstieg verpasst hatte, kehrte Rausch zum 1. FC Kaiserslautern in die Bundesliga zurück.
Mit den „Roten Teufeln“ holte er 1994 die Vizemeisterschaft und erreichte im darauf folgenden Jahr Platz 4 der Liga. Nachdem jedoch die Leistungsträger Ciriaco Sforza und Stefan Kuntz zur Saison 1995/96 den Verein verlassen hatten, folgte der Absturz. Neun Spieltage vor Saisonende und dem folgenden Abstieg der Lauterer in die 2. Liga wurde Rausch entlassen. Nach einem Jahr als Cheftrainer beim österreichischen Vertreter LASK Linz konnte er in der Spätphase der Saison 1997/98 als Trainer bei Borussia Mönchengladbach den Abstieg des Vereins in die Zweitklassigkeit verhindern. Nach einer desaströsen Halbserie in der folgenden Saison wurde Rausch im November 1998 jedoch entlassen. Beim 1. FC Nürnberg fand er bereits im Januar 1999 eine neue Anstellung, stieg mit dem Verein nach einem dramatischen Saisonfinale aber in die 2. Liga ab.
Nachdem im Februar 2000 Rauschs Tätigkeit in Nürnberg beendet worden war, wechselte er als Manager zurück zu Eintracht Frankfurt. Im April 2001 übernahm er bei dem Verein bis zum Saisonende nochmals das Amt des Cheftrainers, konnte jedoch den Abstieg der Eintracht in die 2. Liga nicht mehr verhindern und beendete dort sein Engagement.
Nach fast dreijähriger Beschäftigungslosigkeit nahm Rausch im März 2004 seinen letzten Posten als Teamchef beim FC Luzern auf, den er bis Ende der Saison 2005/06 bekleidete.

### Erfolge als Trainer
- Deutsche Vizemeisterschaft 1977 mit dem FC Schalke 04
- UEFA-Pokalsieg 1980 mit Eintracht Frankfurt
- Schweizer Fußballmeisterschaft 1989 mit dem FC Luzern
- Schweizer Pokalsieg 1992 mit dem FC Luzern
- Deutsche Vizemeisterschaft 1994 mit dem 1. FC Kaiserslautern

## Kurioses
Am 6. September 1969 biss ihm während des Revierderbys Borussia Dortmund gegen Schalke 04 ein Polizeihund ins Gesäß. Der Mannschaftsarzt gab ihm eine Tetanusspritze und Rausch spielte bis zum Spielende weiter.

## Privates
Rausch wohnte mit seiner Frau Marlies in Horw, einem Vorort von Luzern. Das Paar hat zwei Söhne und vier Enkelkinder. Mehrmals hatte er mit gesundheitlichen Problemen zu kämpfen. Er erlitt zwei Herzinfarkte sowie zwei Lungenembolien und war zwischenzeitlich an Hautkrebs erkrankt.
Friedel Rausch starb am 18. November 2017 im Alter von 77 Jahren.